# Culture du Dniepr moyen
 (mai 2011).
Si vous disposez d'ouvrages ou d'articles de référence ou si vous connaissez des sites web de qualité traitant du thème abordé ici, merci de compléter l'article en donnant les références utiles à sa vérifiabilité et en les liant à la section « Notes et références ».
La culture du Dniepr-moyen est une extension orientale de la culture de la céramique cordée dans le nord de l'Ukraine et en Bélarus vers 3200-2300 av.J.C.. Comme son nom l'indique, elle est centrée vers la portion centrale du fleuve Dniepr et est contemporaine à la dernière phase, puis successeur de la culture indo-européenne Yamna, tout autant qu'à la dernière phase de la culture Tripolye. 

## Répartition géographique
Géographiquement, elle est directement derrière la région occupée par la culture des amphores globulaires (au sud et à l'est), et alors qu'elle débute un peu plus tard et dure un peu plus longtemps, elle est tout de même contemporaine à celle-ci. 
Plus de 200 sites sont attestés, comme des inhumations sous colline de tumuli ; certains de ces enterrements sont des enfouissements secondaires de l'ère kourgane Yamna. Les biens des sépultures incluent de la poterie et des haches de combat en pierre. Il y a des preuves de pratique de la crémation dans la région la plus nordique. Certains établissements semblent difficile à définir ; l'économie était plutôt semblable à celles de la culture Yamna et de la céramique cordée, de semi à pleinement nomade pastorale.

## Hypothèses

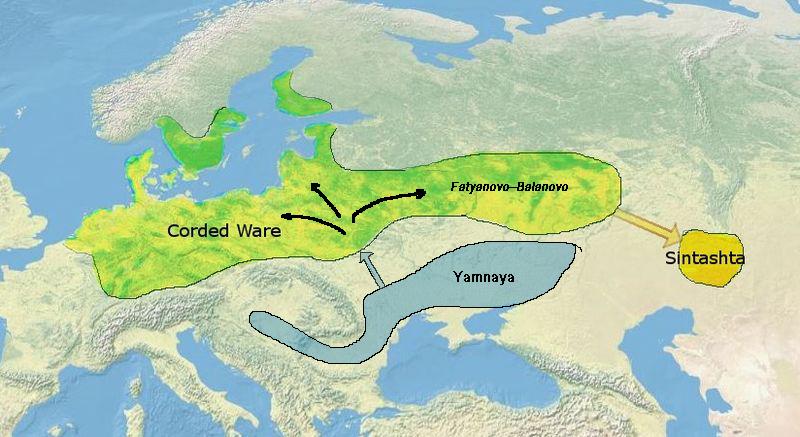
Selon Allentoft (2015), la culture de Sintachta dérive probablement au moins partiellement de la culture de la céramique cordée.

Dans le contexte de l'hypothèse kourgane de Marija Gimbutas, cette culture est un centre majeur des migrations (ou si l'on préfère, d'invasions) de la culture Yamna et de ses successeurs immédiats vers l'Europe du Nord et l'Europe centrale.
Il a été avancé que la région où la culture du Dniepr-moyen est située aurait fourni une meilleure route pour les tribus des steppes le long du Pripiat, tributaire du Dniepr et peut-être offrant un pont culturel entre les cultures Yamna et de la céramique cordée. Cette région a aussi été une route classique d'invasion comme on le constate historiquement avec les armées de la Horde d'or mongole (se déplaçant d'est en ouest à partir des steppes) et l'armée de Napoléon Bonaparte (d'ouest en est à partir de l'Europe). D'un autre côté la culture du Dniepr moyen a été vue comme une zone de contact entre les tribus des steppes de Yamnaya et des occupants de la zone de steppe forestière, ce qui suggérerait une possible communication entre des locuteurs pré-indo-iraniens et pré-balto-slaves, tel qu'on peut l'interpréter par l'évidence d'échange de biens matériels des archives archéologiques.
Certains chercheurs estiment que la culture du Dniepr moyen est à l'origine d'une migration substantielle s'étant produite au sein du complexe culturel de la céramique cordée. Piotr Wlodarczak plaide en particulier pour une poussée occidentale de ces populations. Il les rattache à l'expansion de la culture des catacombes dans les steppes. D'autres chercheurs privilégient plutôt des contextes, basés sur des similitudes de poterie, avec le groupe Budzhak tardif. Les arguments archéologiques de Wlodarczak se réfèrent principalement à des liens concernant la poterie, mais pour la région de Malopolska, il met également en évidence les changements dans les coutumes funéraires, tels que l'émergence de catacombes et d'équipements plus riches. Il insiste également sur le rôle désormais accru du guerrier dans la tombe, garnie d'ensembles de pointes de flèches en silex déposées ensemble, vraisemblablement recueillies à l'origine dans des carquois, et celui des artisans.